# Folha Fede
Folha Fede ist ein Ort im Distrikt Mé-Zóchi auf der Insel São Tomé im Inselstaat São Tomé und Príncipe. 2012 wurden 831 Einwohner gezählt.

## Geographie
Der Ort liegt auf einer Höhe von ca. 283 m etwa 1,5 Kilometer südöstlich der Provinz-Hauptstadt Trindade.
Im Umkreis liegt der Hügel Pianpian und im Ort gibt es den Campo Futebol Folha Fede, wo der Verein Porto Folha Fede spielt.